# Comuna Sasînivka, Pîreatîn
Sasînivka (în ucraineană Сасинівка) este o comună în raionul Pîreatîn, regiunea Poltava, Ucraina, formată din satele Cervone, Keibalivka, Leleakî, Mecenkî, Perșotravneve și Sasînivka (reședința).

## Demografie
Componența lingvistică a comunei Sasînivka
     Ucraineană (96,34%)
     Rusă (2,8%)
     Alte limbi (0,87%)
Conform recensământului din 2001, majoritatea populației comunei Sasînivka era vorbitoare de ucraineană (96,34%), existând în minoritate și vorbitori de rusă (2,8%).